# Каминокава
Каминокава (на японски: 上三川町) е град в централна Япония, част от префектура Точиги. Населението му е около 31 000 души (2021).

## География
Градът е разположен на 70 метра надморска височина в северната част на равнината Канто, на 12 километра южно от центъра на Уцуномия и на 88 километра северно от Токио. Административната територия на града е 54,39 квадратни километра и граничи с Уцуномия на север, Моока на изток и Шимоцуке на юг и запад. През него преминава река Кинугава.
Климатът е влажен континентален (Cfa по Кьопен) с топло лято и студена зима със значителни снеговалежи. Средната годишна температура е 13,8 °C, а средните годишни валежи – 1378 mm, като септември е най-влажният месец. Най-високите средни месечни температури са през август – около 26,1 °C, а най-ниските през януари – около 2,4 °C.

## История
Днешният град е формиран от селата Каминокава, Хонго и Тако, образувани при реформата на административното устройство от 1 април 1889 година. През 1891 година Тако е преименувано на Мейджи. Каминокава получава статут на град през 1893 година, а през 1955 година към него са присъединени Мейджи и Хонго.

## Население
Към 1 март 2021 година населението на града е 30 886 души при средна гъстота от 568 души на квадратен километър.

## Икономика
В Каминокава се намира най-големият автомобилен завод на „Нисан Мотър Къмпани“ в Япония. Към 2021 година той има 5400 служители и произвежда около 300 хиляди автомобила годишно – „Нисан Ария“, „Нисан Сима“, „Нисан Фуга“, „Нисан Скайлайн“, „Нисан GT-R“, „Нисан 370Z“ и експортните модели „Инфинити Q50“ и „Инфинити Q60“.

## Инфраструктура
В Каминокава има седем начални и три основни училища, администрирани от градската управа, и едно средно училище, администрирано от префектура Точиги.